# Grand Prix automobile d'Autriche 2017
GP précédent GP suivant
Le Grand Prix automobile d'Autriche 2017 (Formula 1 Grosser Preis Von Österreich 2017), disputé le 9 juillet 2017 sur le Red Bull Ring, est la 965e épreuve du championnat du monde de Formule 1 courue depuis 1950. Il s'agit de la trentième édition du Grand Prix d'Autriche comptant pour le championnat du monde de Formule 1, la vingt-neuvième disputée sur le circuit de Spielberg, et de la neuvième manche du championnat 2017.
Le tracé, inauguré en 1969 sous le nom d'Österreichring a été remodelé sous sa forme actuelle pour devenir le A1-Ring en 1997 puis a été racheté par Red Bull en 2005 et légèrement modifié pour passer de 4,323 km à 4,319 km puis désormais 4,326 km. Dix Grands Prix de Formule 1 se sont disputés sur ce circuit dans sa configuration actuelle, de 1997 à 2003 puis à partir de 2014.
Sur ce circuit court et rapide où le temps au tour est le plus faible de la saison, personne ne réussit le tour parfait en qualifications mais, dans la troisième phase, Valtteri Bottas s'en approche le plus et réalise sa deuxième pole position de la saison et de sa carrière en devançant Sebastian Vettel de 42 millièmes de secondes. Lewis Hamilton, auteur du troisième temps, est pénalisé d'un recul de cinq places en raison d'un changement de sa boite de vitesses ; il laisse la deuxième ligne à Kimi Räikkönen et Daniel Ricciardo. Max Verstappen et Romain Grosjean partent de la troisième ligne. Sergio Pérez est devant Hamilton sur la quatrième ligne. Un drapeau jaune dû à la présence sur la piste de la Haas de Grosjean en panne, fige les positions dans les dernières minutes de la Q3, empêchant les pilotes de se lancer dans leurs deuxièmes tentatives.
Le dimanche, à l'extinction des feux rouges, Valtteri Bottas réagit si rapidement que les commissaires de course enquêtent sur la possibilité qu'il ait commis un faux départ. Le Finlandais n'est finalement pas sanctionné et s'envole vers la deuxième victoire de sa carrière, se ménageant une avance supérieure à vingt secondes avant son unique arrêt au quarante-et-unième tour. Deuxième sur la grille, Vettel l'est également à l'arrivée en menaçant Bottas dans les derniers tours alors qu'ils sont victimes, depuis leur second relais, de pneumatiques qui cloquent. Le pilote Ferrari qui termine sur un meilleur rythme, franchit la ligne d'arrivée à moins d'une seconde de son rival. Daniel Ricciardo, qui a dépassé Kimi Räikkönen au départ et a résisté au retour de Lewis Hamilton, auteur du meilleur tour dans sa soixante-neuvième boucle, hurle de joie en passant la ligne d'arrivée devant le triple champion du monde britannique pour obtenir, sur les terres de son employeur, son cinquième podium consécutif. Kimi Räikkönen prend la cinquième place et Romain Grosjean, en terminant sixième devant les Force India de Sergio Pérez et Esteban Ocon, obtient son meilleur résultat depuis le début de la saison. Felipe Massa et Lance Stroll, revenus du fond de la grille au volant de leurs Williams, prennent les derniers points en jeu. Max Verstappen connaît son troisième abandon consécutif : après un problème d'embrayage dès le départ, il peine à s'élancer puis est percuté par la monoplace de Fernando Alonso envoyée en toupie par Daniil Kvyat.
Vettel, 171 points, porte son avance sur Hamilton à 20 points ; suivent Bottas (136 points), Ricciardo (107 points), Räikkönen (83 points) et Pérez (50 points) qui dépasse Verstappen resté à 45 points. Mercedes, avec 287 points, conserve la tête du championnat devant Ferrari (254 points) et Red Bull Racing (152 points) ; suivent Force India (89 points), Williams (40 points), la Scuderia Toro Rosso (33 points), Haas (29 points)  Renault (18 points), Sauber (5 points) et McLaren (2 points).

## Pneus disponibles
| Pneus pour piste sèche | Pneus pour piste sèche | Pneus pour piste sèche | Pneus pluie    | Pneus pluie |
| ---------------------- | ---------------------- | ---------------------- | -------------- | ----------- |
| Ultra tendres          | Super tendres          | Tendres                | Intermédiaires | Pluie       |

## Essais libres

### Première séance, le vendredi de 10 h à 11 h 30
| Pos. | Pilote           | Voiture            | Chrono         | Écart     |
| ---- | ---------------- | ------------------ | -------------- | --------- |
| 1    | Lewis Hamilton   | Mercedes           | 1 min 05 s 975 |           |
| 2    | Max Verstappen   | Red Bull-TAG Heuer | 1 min 06 s 165 | + 0 s 190 |
| 3    | Valtteri Bottas  | Mercedes           | 1 min 06 s 345 | + 0 s 370 |
| 4    | Sebastian Vettel | Ferrari            | 1 min 06 s 424 | + 0 s 449 |
| 5    | Daniel Ricciardo | Red Bull-TAG Heuer | 1 min 06 s 620 | + 0 s 645 |
| 6    | Kimi Räikkönen   | Ferrari            | 1 min 06 s 848 | + 0 s 873 |

- Sergey Sirotkin, pilote-essayeur chez Renault F1 Team, remplace Nico Hülkenberg lors de cette séance d'essais.
- Alfonso Celis Jr., pilote-essayeur chez Force India, remplace Sergio Pérez lors de cette séance d'essais.
- Avec un tour en 1 min 05 s 975, Lewis Hamilton bat le record de la piste, améliorant déjà de deux secondes le temps de pole position de l'année précédente qu'il avait établie en 1 min 07 s 922[2].

### Deuxième séance, le vendredi de 14 h à 15 h 30
| Pos. | Pilote           | Voiture            | Chrono         | Écart     |
| ---- | ---------------- | ------------------ | -------------- | --------- |
| 1    | Lewis Hamilton   | Mercedes           | 1 min 05 s 483 |           |
| 2    | Sebastian Vettel | Ferrari            | 1 min 05 s 630 | + 0 s 147 |
| 3    | Valtteri Bottas  | Mercedes           | 1 min 05 s 699 | + 0 s 216 |
| 4    | Max Verstappen   | Red Bull-TAG Heuer | 1 min 05 s 832 | + 0 s 349 |
| 5    | Daniel Ricciardo | Red Bull-TAG Heuer | 1 min 05 s 873 | + 0 s 390 |
| 6    | Kimi Räikkönen   | Ferrari            | 1 min 06 s 144 | + 0 s 661 |

- Lewis Hamilton améliore d'une demi-seconde le record de la piste. Vettel, Bottas, Verstappen et Ricciardo, à moins de 4 dixièmes de seconde d'Hamilton sont aussi en dessous de l'ancien record[4].

### Troisième séance, le samedi de 10 h à 11 h
| Pos. | Pilote           | Voiture            | Chrono         | Écart     |
| ---- | ---------------- | ------------------ | -------------- | --------- |
| 1    | Sebastian Vettel | Ferrari            | 1 min 05 s 092 |           |
| 2    | Lewis Hamilton   | Mercedes           | 1 min 05 s 361 | + 0 s 269 |
| 3    | Valtteri Bottas  | Mercedes           | 1 min 05 s 515 | + 0 s 423 |
| 4    | Kimi Räikkönen   | Ferrari            | 1 min 05 s 611 | + 0 s 519 |
| 5    | Max Verstappen   | Red Bull-TAG Heuer | 1 min 05 s 784 | + 0 s 692 |
| 6    | Daniel Ricciardo | Red Bull-TAG Heuer | 1 min 05 s 896 | + 0 s 804 |

## Séance de qualifications

### Résultats des qualifications
| Pos.                                                                                      | Pilote            | Écurie               | Qualifications 1 | Qualifications 2 | Qualifications 3 |
| ----------------------------------------------------------------------------------------- | ----------------- | -------------------- | ---------------- | ---------------- | ---------------- |
| 1                                                                                         | Valtteri Bottas   | Mercedes             | 1 min 05 s 760   | 1 min 04 s 316   | 1 min 04 s 251   |
| 2                                                                                         | Sebastian Vettel  | Ferrari              | 1 min 05 s 585   | 1 min 04 s 823   | 1 min 04 s 293   |
| 3                                                                                         | Lewis Hamilton    | Mercedes             | 1 min 05 s 064   | 1 min 04 s 800   | 1 min 04 s 424   |
| 4                                                                                         | Kimi Räikkönen    | Ferrari              | 1 min 05 s 148   | 1 min 05 s 004   | 1 min 04 s 779   |
| 5                                                                                         | Daniel Ricciardo  | Red Bull-TAG Heuer   | 1 min 05 s 854   | 1 min 05 s 161   | 1 min 04 s 896   |
| 6                                                                                         | Max Verstappen    | Red Bull-TAG Heuer   | 1 min 05 s 779   | 1 min 04 s 948   | 1 min 04 s 983   |
| 7                                                                                         | Romain Grosjean   | Haas-Ferrari         | 1 min 05 s 902   | 1 min 05 s 319   | 1 min 05 s 480   |
| 8                                                                                         | Sergio Pérez      | Force India-Mercedes | 1 min 05 s 975   | 1 min 05 s 435   | 1 min 05 s 605   |
| 9                                                                                         | Esteban Ocon      | Force India-Mercedes | 1 min 06 s 033   | 1 min 05 s 550   | 1 min 05 s 674   |
| 10                                                                                        | Carlos Sainz Jr.  | Toro Rosso-Renault   | 1 min 05 s 675   | 1 min 05 s 544   | 1 min 05 s 726   |
| 11                                                                                        | Nico Hülkenberg   | Renault              | 1 min 06 s 174   | 1 min 05 s 597   |                  |
| 12                                                                                        | Fernando Alonso   | McLaren-Honda        | 1 min 06 s 158   | 1 min 05 s 602   |                  |
| 13                                                                                        | Stoffel Vandoorne | McLaren-Honda        | 1 min 06 s 316   | 1 min 05 s 741   |                  |
| 14                                                                                        | Daniil Kvyat      | Toro Rosso-Renault   | 1 min 05 s 990   | 1 min 05 s 884   |                  |
| 15                                                                                        | Kevin Magnussen   | Haas-Ferrari         | 1 min 06 s 143   | Pas de temps     |                  |
| 16                                                                                        | Jolyon Palmer     | Renault              | 1 min 06 s 345   |                  |                  |
| 17                                                                                        | Felipe Massa      | Williams-Mercedes    | 1 min 06 s 534   |                  |                  |
| 18                                                                                        | Lance Stroll      | Williams-Mercedes    | 1 min 06 s 608   |                  |                  |
| 19                                                                                        | Marcus Ericsson   | Sauber-Ferrari       | 1 min 06 s 857   |                  |                  |
| 20                                                                                        | Pascal Wehrlein   | Sauber-Ferrari       | 1 min 07 s 011   |                  |                  |
| Temps minimal à réaliser pour la qualification : 1 min 09 s 618 (107 % de 1 min 05 s 064) |                   |                      |                  |                  |                  |

### Grille de départ
- Lewis Hamilton, auteur du troisième temps des qualifications, est pénalisé d'un recul de cinq places sur la grille de départ après le changement de la boîte de vitesses de sa Mercedes ; il s'élance du huitième rang[7].

## Course

### Classement de la course
| Pos. | no | Pilote            | Écurie               | Tours | Temps/Abandon                      | Grille  | Points |
| ---- | -- | ----------------- | -------------------- | ----- | ---------------------------------- | ------- | ------ |
| 1    | 77 | Valtteri Bottas   | Mercedes             | 71    | 1 h 21 min 48 s 527 (224,757 km/h) | 1       | 25     |
| 2    | 5  | Sebastian Vettel  | Ferrari              | 71    | + 0 s 658                          | 2       | 18     |
| 3    | 3  | Daniel Ricciardo  | Red Bull-TAG Heuer   | 71    | + 6 s 012                          | 5       | 15     |
| 4    | 44 | Lewis Hamilton    | Mercedes             | 71    | + 7 s 430                          | 3       | 12     |
| 5    | 7  | Kimi Räikkönen    | Ferrari              | 71    | + 20 s 370                         | 4       | 10     |
| 6    | 8  | Romain Grosjean   | Haas-Ferrari         | 71    | + 1 min 13 s 160                   | 7       | 8      |
| 7    | 11 | Sergio Pérez      | Force India-Mercedes | 70    | + 1 tour                           | 8       | 6      |
| 8    | 31 | Esteban Ocon      | Force India-Mercedes | 70    | + 1 tour                           | 9       | 4      |
| 9    | 19 | Felipe Massa      | Williams-Mercedes    | 70    | + 1 tour                           | 17      | 2      |
| 10   | 18 | Lance Stroll      | Williams-Mercedes    | 70    | + 1 tour                           | 18      | 1      |
| 11   | 30 | Jolyon Palmer     | Renault              | 70    | + 1 tour                           | 16      |        |
| 12   | 2  | Stoffel Vandoorne | McLaren-Honda        | 70    | + 1 tour                           | 13      |        |
| 13   | 27 | Nico Hülkenberg   | Renault              | 70    | + 1 tour                           | 11      |        |
| 14   | 94 | Pascal Wehrlein   | Sauber-Ferrari       | 70    | + 1 tour                           | Pitlane |        |
| 15   | 9  | Marcus Ericsson   | Sauber-Ferrari       | 69    | + 2 tours                          | 19      |        |
| 16   | 26 | Daniil Kvyat      | Toro Rosso-Renault   | 68    | + 3 tours                          | 14      |        |
| Abd. | 55 | Carlos Sainz Jr.  | Toro Rosso-Renault   | 45    | Moteur                             | 10      |        |
| Abd. | 20 | Kevin Magnussen   | Haas-Ferrari         | 30    | Boîte de vitesses                  | 15      |        |
| Abd. | 14 | Fernando Alonso   | McLaren-Honda        | 1     | Accrochage                         | 12      |        |
| Abd. | 33 | Max Verstappen    | Red Bull-TAG Heuer   | 1     | Accrochage                         | 6       |        |

### Pole position et record du tour
- Pole position :  Valtteri Bottas (Mercedes) en 1 min 04 s 251 (241,939 km/h)[10].
- Meilleur tour en course :  Lewis Hamilton (Mercedes) en 1 min 07 s 411 (230,597 km/h) au soixante-neuvième tour[11].

### Tours en tête
- Valtteri Bottas : 69 tours (1-41 / 44-71)[12].
- Kimi Raïkkönen : 2 tours (42-43).

## Classements généraux à l'issue de la course
| Pos. | Pilote           | Écurie               | Points |
| ---- | ---------------- | -------------------- | ------ |
| 1    | Sebastian Vettel | Ferrari              | 171    |
| 2    | Lewis Hamilton   | Mercedes             | 151    |
| 3    | Valtteri Bottas  | Mercedes             | 136    |
| 4    | Daniel Ricciardo | Red Bull-TAG Heuer   | 107    |
| 5    | Kimi Räikkönen   | Ferrari              | 83     |
| 6    | Sergio Pérez     | Force India-Mercedes | 50     |
| 7    | Max Verstappen   | Red Bull-TAG Heuer   | 45     |
| 8    | Esteban Ocon     | Force India-Mercedes | 39     |
| 9    | Carlos Sainz Jr. | Toro Rosso-Renault   | 29     |
| 10   | Felipe Massa     | Williams-Mercedes    | 22     |
| 11   | Nico Hülkenberg  | Renault              | 18     |
| 12   | Lance Stroll     | Williams-Mercedes    | 18     |
| 13   | Romain Grosjean  | Haas-Ferrari         | 18     |
| 14   | Kevin Magnussen  | Haas-Ferrari         | 11     |
| 15   | Pascal Wehrlein  | Sauber-Ferrari       | 5      |
| 16   | Daniil Kvyat     | Toro Rosso-Renault   | 4      |
| 17   | Fernando Alonso  | McLaren-Honda        | 2      |

| Pos. | Écurie               | Points |
| ---- | -------------------- | ------ |
| 1    | Mercedes             | 287    |
| 2    | Ferrari              | 254    |
| 3    | Red Bull-TAG Heuer   | 152    |
| 4    | Force India-Mercedes | 89     |
| 5    | Williams-Mercedes    | 40     |
| 6    | Toro Rosso-Renault   | 33     |
| 7    | Haas-Ferrari         | 29     |
| 8    | Renault              | 18     |
| 9    | Sauber-Ferrari       | 5      |
| 10   | McLaren-Honda        | 2      |

## Statistiques
Le Grand Prix d'Autriche 2017 représente :
- la 2e pole position de Valtteri Bottas[15] ;
- la 2e victoire de sa carrière pour Valtteri Bottas[16] ;
- la 69e victoire de Mercedes en tant que constructeur[17] ;
- la 155e victoire de Mercedes en tant que motoriste[18].

Au cours de ce Grand Prix :
- Valtteri Bottas est élu « Pilote du jour » lors d'un vote organisé sur le site officiel de la Formule 1[19] ;
- Valtteri Bottas devient le quatrième pilote finlandais vainqueur de plus d'une course en Formule 1 après Keke Rosberg, Mika Häkkinen et Kimi Räikkönen[20] ;
- En obtenant son cinquième podium consécutif, Daniel Ricciardo égale les séries des actuels pilotes Lewis Hamilton, Sebastian Vettel, Fernando Alonso et Kimi Räikkönen[20] ;
- Pour la première fois de la saison, ni Vettel ni Hamilton n'ont mené un Grand Prix au moins un tour[20] ;
- Mika Salo (110 Grands Prix de 1994 à 2002, 2 podiums et 33 points inscrits et double vainqueur des 24 Heures du Mans en catégorie GT2) a été nommé conseiller par la FIA pour aider dans leurs jugements le groupe des commissaires de course[21].